# Anabela Cossa
Anabela Adriana Cossa (Maputo, 7 de abril de 1986), é uma jogadora moçambicana de basquetebol, na posição de extremo-base.